# Pori Bears 2017
Questa voce raccoglie le informazioni riguardanti i Pori Bears nelle competizioni ufficiali della stagione 2017.

## II-divisioona 2017

### Stagione regolare
| Pori 20 maggio 2017, ore 15:00 1ª giornata | Pori Bears | 30 – 15 | Mikkeli Bouncers | Porin urheilukeskus |

| Oulu 27 maggio 2017, ore 13:00 2ª giornata | Oulu Northern Lights | 28 – 21 | Pori Bears | Castrenin urheilukeskus |

| Pori 10 giugno 2017, ore 15:00 3ª giornata | Pori Bears | 18 – 20 | Kotka Eagles | Porin urheilukeskus |

| Nokia 17 giugno 2017, ore 16:00 4ª giornata | Nokia Ghosthunters | 0 – 29 | Pori Bears | Menkalan Tekonurmi |

| Helsinki 8 luglio 2017, ore 15:00 6ª giornata | Helsinki Wolverines Blue | 19 – 37 | Pori Bears | Brahenkenttä |

| Pori 22 luglio 2017, ore 15:00 7ª giornata | Pori Bears | 6 – 47 | Hanko Sun City | Porin urheilukeskus |

| Mikkeli 30 luglio 2017, ore 14:00 8ª giornata | Mikkeli Bouncers | 8 – 35 | Pori Bears | Urpolan tekonurmi |

| Pori 5 agosto 2017, ore 13:00 9ª giornata | Pori Bears | 36 – 20 | Oulu Northern Lights | Porin urheilukeskus |

| Kotka 12 agosto 2017, ore 13:00 10ª giornata | Kotka Eagles | 61 – 0 | Pori Bears | Puistolan urheilukenttä |

### Playoff
| Kotka 19 agosto 2017, ore 14:00 Semifinale | Kotka Eagles | 42 – 6 | Pori Bears | Puistolan urheilukenttä |

## Statistiche di squadra
| Competizione      | %Vittorie | In casa | In casa | In casa | In casa | In casa | In casa | In trasferta | In trasferta | In trasferta | In trasferta | In trasferta | In trasferta | Totale | Totale | Totale | Totale | Totale | Totale |
| Competizione      | %Vittorie | G       | V       | N       | P       | Pf      | Ps      | G            | V            | N            | P            | Pf           | Ps           | G      | V      | N      | P      | Pf     | Ps     |
| ----------------- | --------- | ------- | ------- | ------- | ------- | ------- | ------- | ------------ | ------------ | ------------ | ------------ | ------------ | ------------ | ------ | ------ | ------ | ------ | ------ | ------ |
| Stagione regolare | .556      | 4       | 2       | 0       | 2       | 90      | 102     | 5            | 3            | 0            | 2            | 122          | 116          | 9      | 5      | 0      | 4      | 212    | 218    |
| Playoff           | .000      | 0       | 0       | 0       | 0       | 0       | 0       | 1            | 0            | 0            | 1            | 6            | 42           | 1      | 0      | 0      | 1      | 6      | 42     |
| Totale            | 1.000     | 4       | 2       | 0       | 2       | 90      | 102     | 6            | 3            | 0            | 3            | 128          | 158          | 10     | 5      | 0      | 5      | 218    | 260    |